# تيلوريت (معدن)
التيلوريت هو معدن أكسيدي نادر يتكون من ثاني أكسيد التيلوريوم (TeO2).

## التكوين
يَتشكل على هيئة بلورات منشورية إلى صفراء شفافة إلى بيضاء معينة، في منطقة أكسدة الرواسب المعدنية مع التيلوريوم الأصلي والإيمونسيت ومعادن التيلوريوم الأخرى.

## التسمية
الاسم مشتق من Tellus، وهو الاسم اللاتيني لكوكب الأرض.

## الاكتشاف
وصف لأول مرة في عام 1842 بسبب تكوينه في فاتا باي، زلاتنا، مقاطعة ألبا، رومانيا.